# Бажинці
Ба́жинці (рос. Бажинцы) — присілок у складі Слободського району Кіровської області, Росія. Входить до складу Ленінського сільського поселення.
Населення становить 89 осіб (2010, 79 у 2002).
Національний склад станом на 2002 рік — росіяни 96 %.